# Ифамар
Ифама́р (др.-евр. איתמר‬ — «остров пальм») (Исх. 6:23, 28:1; Лев. 10:16) — четвёртый сын Аарона и Элишевы.
После смерти своих братьев Надава и Авиуда, он вместе с Елеазаром и старшим братом был призван к священническому служению. Ему было поручено главное наблюдение за сынами Гирсона и Мерари (Ис. 38:21, Чис. 4:21-33), во время странствования евреев по пустыне Синай и под его надзором производилось левитами исчисление того, что было употреблено для устроения Скинии. При распределении чреды служения в храме, у Елеазара оказалось более глав поколений, чем у Ифамара, и потому из глав поколения Ифамара определено восемь очередей, а Елеазара — шестнадцать (1Пар. 25).
Первосвященство обычно сохранялось и было преемственным в старшей линии, за исключением Илия, происходившего из рода Ифамара и сделавшегося первосвященником неизвестно по какой причине. Впрочем при Авиафаре, перешедшем на сторону Адонии, первосвященство снова перешло в род Елеазара, согласно с пророчеством Самуила (1Цар. 2:35, 3Цар. 2:26, 27).
Один из потомков Ифамара, Даниил, возвратился из Вавилонского плена с Ездрой (1Езд. 8:2).